# Barret Benson
 Barret Benson  (ur. 25 grudnia 1997 w Hinsdale) – amerykański koszykarz, występujący na pozycji środkowego, od 2023 zawodnik Polskiego Cukru Startu Lublin.
Amerykanin z NCAA występował w zespołach uczelni Northwestern oraz Southern Illinois, następnie grał w drugiej lidze niemieckiej, później w Gruzji. 
Sezon 2021/2022 zaczynał w ekipie z Kosowa w Golden Eagle Ylli, występując w FIBA Europe Cup. Później trafił do czołowej bułgarskiej ekipy BC Rilski Sportist.
Ostatnim klubem Barreta Bensona był Spartak Pleven, lider ligi bułgarskiej (NBL). 24 listopada 2022 dołączył do PGE Spójni Stargard. W listopadzie 2022 dołączył do PGE Spójni Stargard. 12 sierpnia 2023 został zawodnikiem Polskiego Cukru Startu Lublin.
Jego rodzice to Joan Kacmar i Cliff Benson. Ojciec grał w futbol amerykański na pozycji tight end na uczelni Purdue, a następnie przez cztery sezony w NFL.

## Osiągnięcia
Stan na 3 stycznia 2024, na podstawie, o ile nie zaznaczono inaczej.

### NCAA
- Uczestnik rozgrywek II rundy turnieju NCAA (2017)
- Zaliczony do I składu:
  - Academic All-Big Ten (2018, 2019)
  - MVC (Missouri Valley Conference) Scholar-Athlete (2020)
  - Academic All-District (2020)

### Indywidualne
- MVP kolejki OBL (6 – 2023/2024)[8]
- Zaliczony do I składu kolejki EBL/OBL (14, 16, 25, 26 – 2022/2023, 6, 15 – 2023/2024)[9][10][11][12][13][14]